# وكالة الأبحاث والتنوير الدفاعية
وكالة البحوث الدفاعية (بالإنجليزية: Defence Evaluation and Research Agency)‏(المعروفة عادة باسم ديرا) هي أكبر وكالة بحثية للعلوم والتكنولوجيا في المملكة المتحدة تابعة لوزارة الدفاع البريطانية حتى 2 يوليو 2001. تم تقسيم ديرا إلى منظمتين: الهيئات الانتقالية قصيرة الأجل المعروفة باسم بيدا («خصخصة» ديرا) التي أصبحت شركة تجارية، كنيتيك، و «رديرا» (بمعنى «الاحتفاظ» في الحكومة ديرا) الذي أصبح مختبر العلوم والتكنولوجيا الدفاع (Dstl).
في الانقسام، تم تشكيل شركة كيتيك من الأغلبية (حوالي 3/4 من الموظفين ومعظم المرافق) من ديرا، مع تولي دستل المسؤولية عن تلك الجوانب التي تم القيام بها على أفضل وجه في الحكومة. وتشمل بعض الأمثلة على العمل الذي قامت به دستل البحوث النووية والكيميائية والبيولوجية. في الوقت الذي انقسمت فيه كلتا المنظمتين إلى برامج تغيير كبيرة. وقد قامت الشركة بتعزيز تركيزها على الأبحاث في الخارج مع عدد من عمليات الاستحواذ في الولايات المتحدة وغيرها من الشركات الأجنبية، في حين أن شركة دستل لديها برنامج ترشيد رئيسي يهدف إلى تغيير العديد من جوانب عملياتها.
وقد شكلت الرابطة في نيسان / أبريل 1995 كدمج بين المنظمات التالية:
وكالة البحوث الدفاعية، التي أنشئت في نيسان / أبريل 1991، وتضم المؤسسة الملكية للفضاء الجوي (راي)؛ مؤسسة أبحاث الأميرالية (أر)؛ المؤسسة الملكية للبحث والتطوير في مجال التسلح (رارد)؛ و، إشارات الملكية ومؤسسة الرادار (رسر)
منظمة اختبار وتقييم الدفاع (دتيو)
(كبد في بورتون داون)، الذي أصبح جزءا من شعبة الحماية وعلوم الحياة (بلسد)
مركز تحليل الدفاع (سدا).
وكان الرئيس التنفيذي في جميع أنحاء ديرا وجود جون تشيشولم. وكان مستوى التوظيف لدى ديرا حوالي 9000 من العلماء والتكنولوجيين وموظفي الدعم
‌